# Autorretrato con dos alumnas
Autorretrato con dos alumnas, Marie Gabrielle Capet y Marie Marguerite Carreaux de Rosemond es una pintura de 1785 obra de Adélaïde Labille-Guiard perteneciente a la colección del Museo Metropolitano de Arte.

## Historia
Supuestamente, la obra fue realizada para la Académie Royale, aspirando Labille-Guiard a convertirse en miembro de la misma en una época en que la admisión de miembros femeninos estaba limitada a cuatro por año, por lo que al ilustrar a dos estudiantes mujeres podría tener más posibilidades de ser admitida. Esta obra ayudó asimismo a establecer la reputación de la pintora, a quien le fue concedido un subsidio por el rey, si bien, a consecuencia de sus alumnas, no se le otorgó un estudio.
La pintura permaneció en poder de la familia de la artista hasta 1905, siendo donada en 1953 al Museo Metropolitano de Arte por Julia Berwind.

## Composición

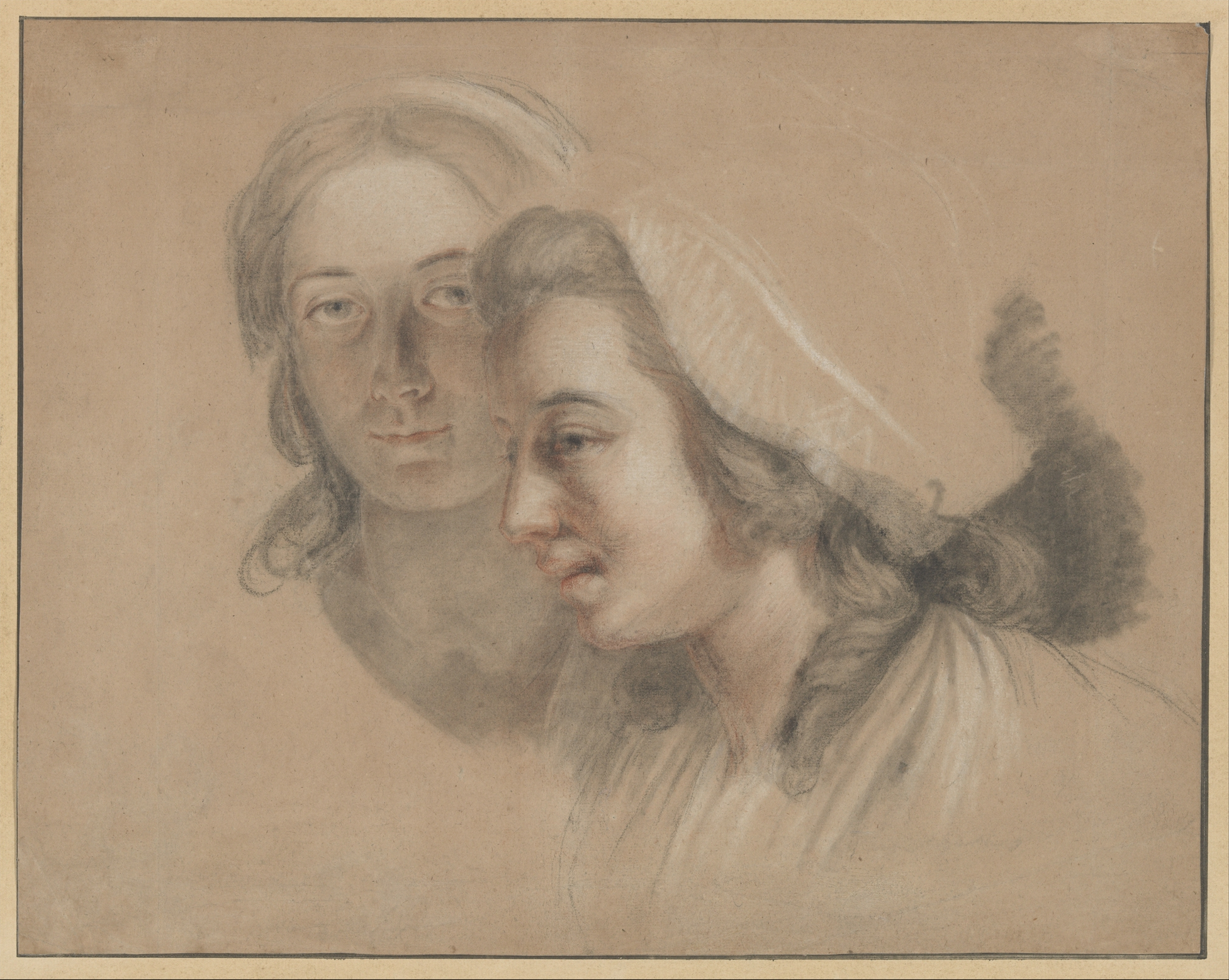
Estudio en tiza de los rostros de Marie Gabrielle Capet y Marie Marguerite Carreaux.

Supuestamente la primera pintura en mostrar a un profesor con sus alumnos, la obra representa a Adélaïde Labille-Guiard, Marie Gabrielle Capet y Marie-Marguerite Carreaux de Rosemond. Labille-Guiard había tomado a varias estudiantes bajo su tutela en 1780, siendo la artista una ferviente defensora de la intervención de la mujer en la pintura. Adélaïde dedicó tiempo a planear esta obra, existiendo un estudio realizado en tiza sobre los rostros de sus estudiantes con el fin de investigar la cercanía de sus cabezas así como el efecto de la luz. La mujer de la izquierda, Marie Gabrielle Capet, favorita de Labille-Guiard, era una de sus estudiantes más talentosas, quien incluso vivió con Adélaïde tras el matrimonio de ésta con el pintor François-André Vincent, hijo de su primer maestro.
La obra representa a Labille-Guiard luciendo un vestido y un sombrero de paja, mostrando además el reflejo del traje en el suelo de parqué. Las cabezas de las estudiantes muestran, asimismo, su habilidad para presentar la interacción de la luz entre sus rostros. Las estudiantes lucen unos atuendos más informales, pudiendo apreciarse en el fondo la estatua de una virgen vestal y el busto del padre de la artista. 
La pintura, de tamaño real, ha sido motivo de especulación por el hecho de que posiblemente Labille-Guiard y una de las alumnas estén mirando a un espejo, por lo que de ser así, la pintora estaría plasmando en la obra exactamente la pintura que ve el espectador.

## Influencias
La estructura de la obra, con el caballete situado a la izquierda, sugiere el hecho de que posiblemente Labille-Guiard basó su composición en la obra de Antoine Coypel Retrato del artista con su hijo, Charles Antoine. Por otro lado, El cuadro de Adélaïde sirvió a su vez de inspiración, supuestamente, para el retrato de Jean-Laurent Mosnier con sus hijas, ambicionando probablemente el pintor repetir el éxito de la obra de Labille-Guiar.

## Galería de imágenes (detalles de la obra)

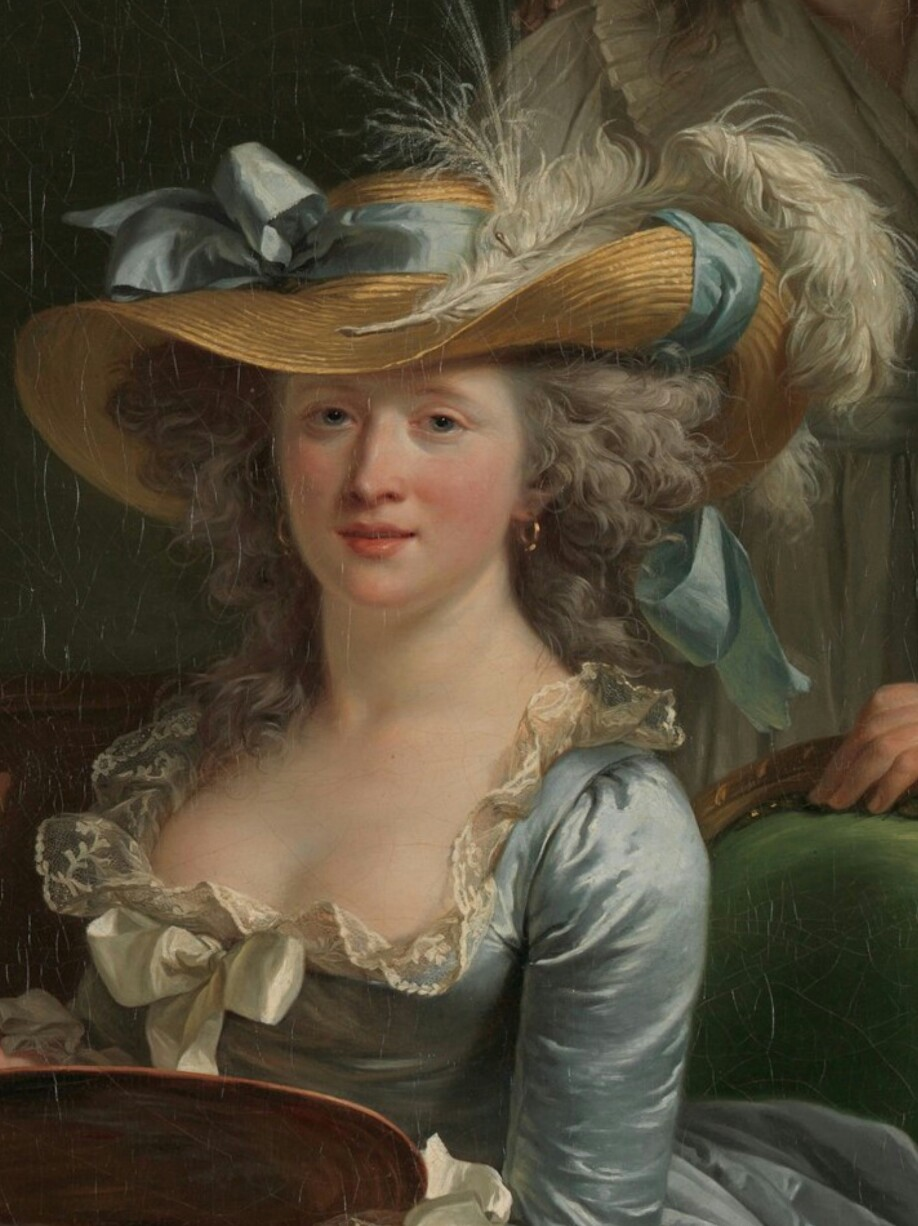
Detalle del rostro de Adélaïde Labille-Guiard.
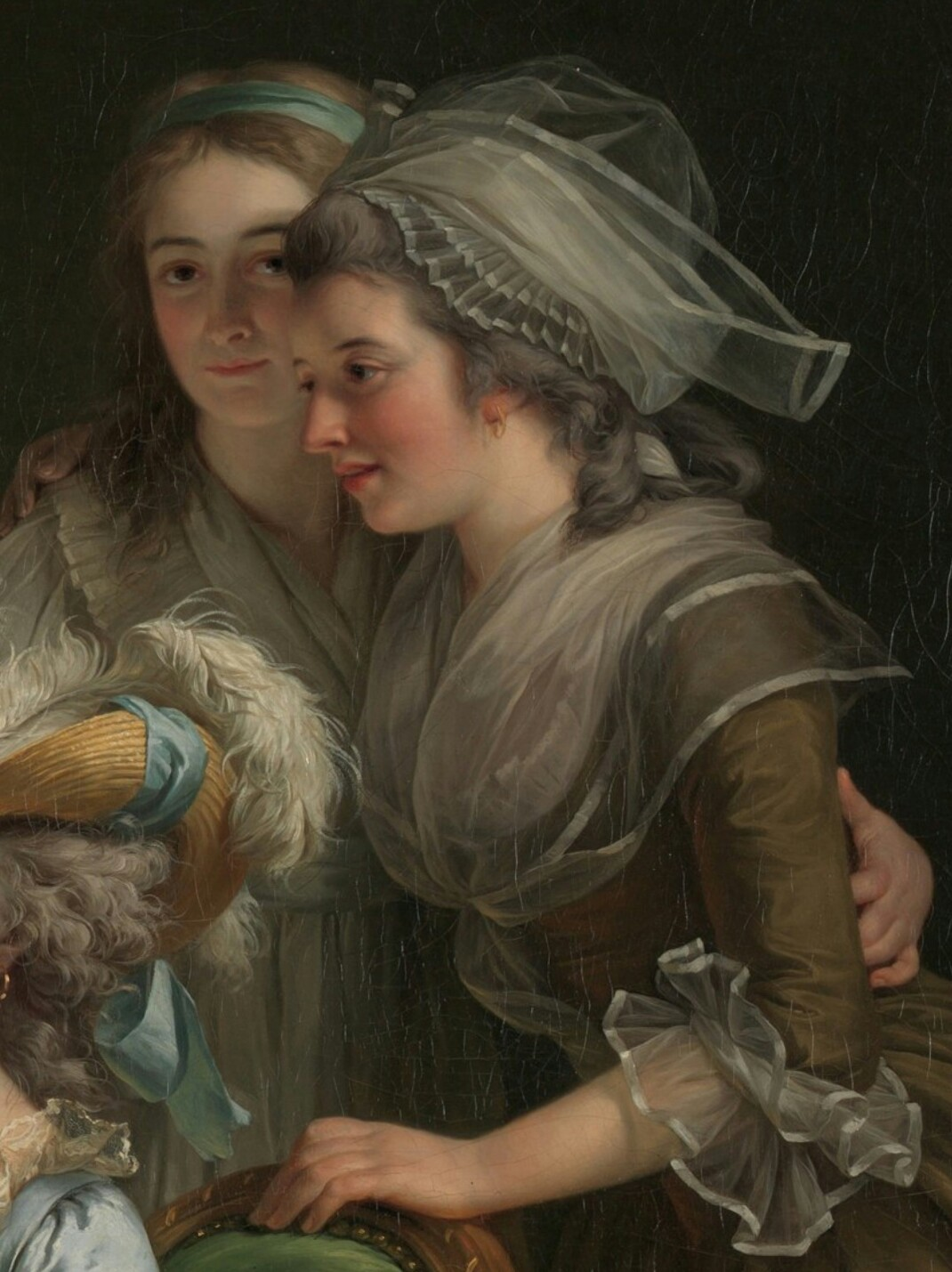
Detalle del rostro y el torso de Marie Gabrielle Capet y de Marie Marguerite Carreaux de Rosemond.
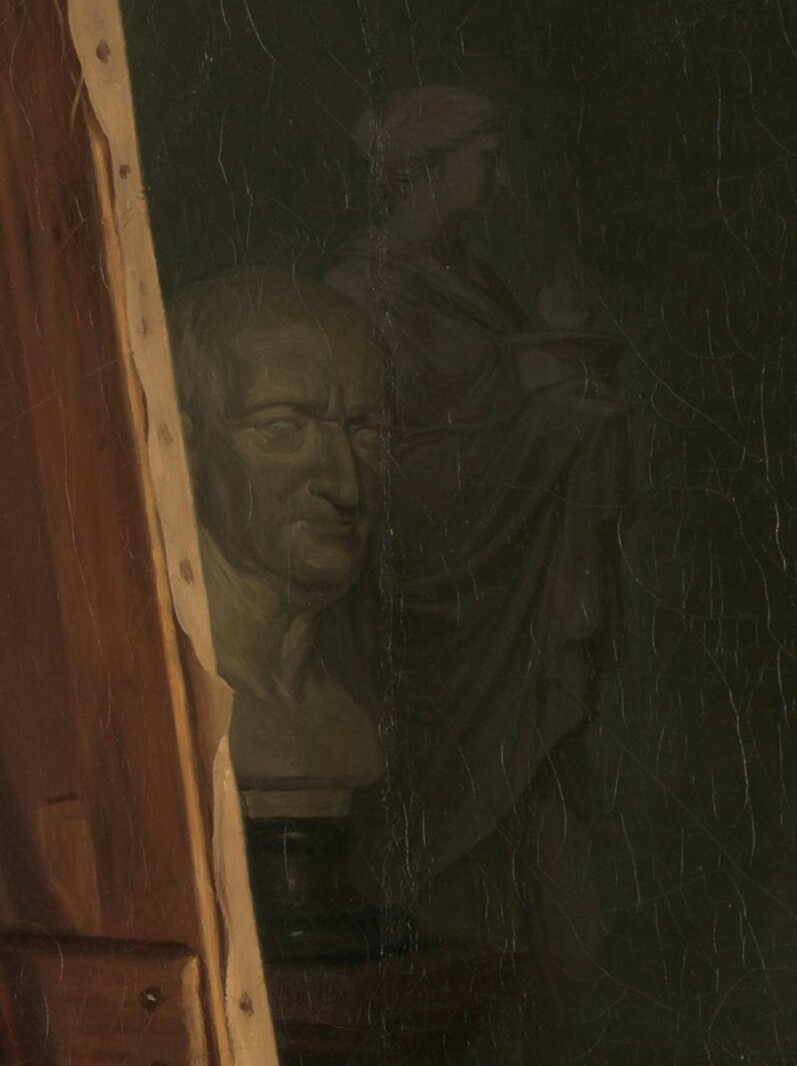
Detalle de la estatua de la virgen vestal y el busto del padre de Labille-Guiard.